# バンコク高層ビル倒壊事故
バンコク高層ビル倒壊事故（バンコクこうそうビルほうかいじこ）は、2025年3月28日（現地時間）、タイの首都バンコクで建設中の高層ビルがミャンマー地震の揺れの直後に倒壊した事故。

## ビルの概要

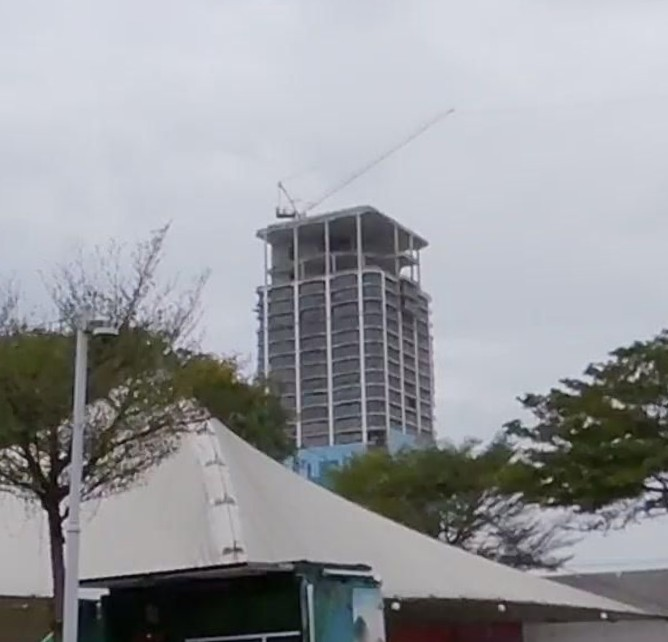
崩壊前の建設現場（2024年12月）

チャトチャック・ウィークエンド・マーケットからほど近い場所に建設中であった、鉄筋コンクリート造の34階建てのビルであり、タイのゼネコンであるイタリアン・タイ・デベロップメントと中国中鉄の子会社、中鉄十局が共同で手掛けていた。
2020年に着工、2026年に完成する予定であり、骨格部分は完成に近い状態だった。完成後は政府の監査委員会の庁舎として利用される予定だった。

## 倒壊

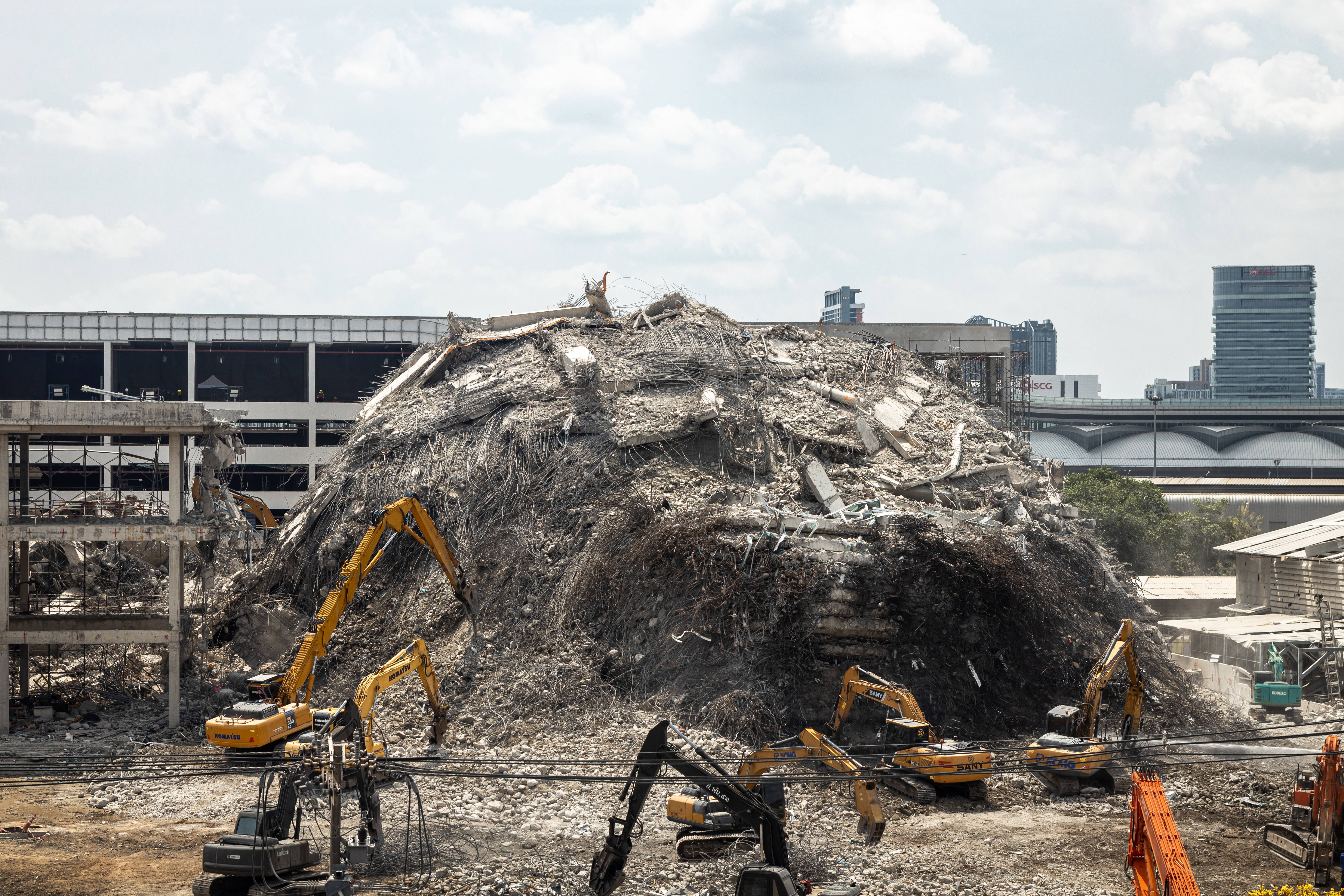
倒壊現場

2025年3月28日13:20（タイ時間）、隣国ミャンマーの北部にてモーメント・マグニチュード7.7の巨大地震が発生した（ミャンマー地震 (2025年)）。震源地から1,000km離れたバンコクでも揺れを感じ、長周期地震動とみられる揺れが到達したことにより、バンコクでは高層ビルを中心に大きな揺れとなり、屋上のプールの水が溢れ出たり、ビル同士をつなぐ連絡橋が崩れたりするなどの被害があった。
建設中の当該ビルでも揺れがあったが、地震から2分後に突如として上から崩れるように倒壊した。生存したビルの作業員によれば、「突然ビルが傾いて、中で大きな音が響いた。」、「年配の人たちは逃げ遅れた」と証言している。このビルはバンコクで唯一崩壊したビルとなった。
当時、ビルの工事現場では約300人の労働者が働いていたが、そのうち100人近くが瓦礫の下敷きとなり、4月23日までに53人の死亡が報告され、40人以上が行方不明となっている。

## 調査
3月30日、「資材に問題があった可能性」として、タイ政府は建設計画の問題点を調べる専門家の調査チームを発足させた。
調査チーム発足に前後して、中鉄十局の中国人男性従業員4人が、現場近くの事務所から資料を持ち出そうとしたとして一時拘束された。地元裁判所は1日、ビル敷地内に許可なく入ったとして、4人に禁錮1カ月（執行猶予1年）と罰金3千バーツ（約1万3千円）を科した。また、中鉄十局は、このビルに関するSNS上の投稿を削除している。
タイ工業省は、現場で用いられた鉄筋の一部が国の安全基準を満たしていなかったと公表した。また、鉄筋の供給業者1社が昨年12月の安全テストに合格せず、許可取り消しの可能性があるとして調査委員会を設置すると発表した。
4月11日、タイ捜査当局はビルに使われた鉄筋を製造する中国資本の業者が、鉄筋に関する資料の提出に応じなかったとして捜索を実施。本格的な捜査が開始された。
4月19日、タイ捜査当局は、中鉄十局の現地法人幹部で中国人の男をタイ人の名前を不正に利用して企業を経営していた疑いで逮捕した。

## 影響
在タイ中国大使館は、基準を満たしていない鉄筋が使われていた疑いがあることを受け、4月1日夜に、外国で事業を展開する中国企業に対し、現地法を順守するよう呼び掛けた。